# Fondo Prince Claus per la cultura e lo sviluppo
Il Prince Claus Fund per la cultura e lo sviluppo è un'organizzazione con sede ad Amsterdam inaugurata nel 1996 con l'obiettivo di sostenere l'arricchimento culturale e promuovere l'interazione tra cultura e sviluppo.

## Storia
L'istituzione viene inaugurata il 6 settembre 1996 con il nome Fondo Prince Claus per la cultura e lo sviluppo (The Prince Claus Fund for Culture and Development) in occasione del settantesimo compleanno del Principe d'Olanda Claus van Amsberg quando dichiara. il suo apprezzamento per la cooperazione internazionale e la sua convinzione che la cultura e lo sviluppo siano strettamente correlati e che "non si possano sviluppare le persone ma che le persone si sviluppano da sole". Il primo direttore dell'organizzazione è Els van der Plas.

## Attività
Le principali attività del Prince Claus Fund sono premi, sostegno finanziario, documentazione e sostegno a una rete di persone, esperti e istituzioni che operano nel settore di cultura e sviluppo. L'organizzazione è strutturata nei programmi Premi Prince Claus (Prince Claus Awards), Risposta a emergenze cultuali (Cultural Emergency Response - CER), Richiesta di contributi (applications) e partenariati (Network Partnership).
Oltre a questi programmi l'istituzione organizza attività collegate al tema di cultura e sviluppo, anche in collaborazione con altri enti: attività di documentazione e di scambio interculturale tra persone, idee e linguaggi.

### Premi Prince Claus (Prince Claus Awards)
Il premio è lanciato nel 1997 e ideato per rendere omaggio a individui e attività che hanno un ruolo importante nel settore cultura e sviluppo.

### Candidature
L'organizzazione sostiene processi creativi, produzioni culturali, organizzazioni, partenariati. La selezione di progetti e programmi si basa sulla qualità, l'originalità, l'impegno e la rilevanza per lo sviluppo.

### Network Partnership
Il programma Network Partnership è avviato nel 2002 e consiste nell'invitare ogni anno due organizzazioni culturali con sede in Asia, Africa, America Latina o Caraibi a far parte per 3 anni dei Network Partners. Gli enti che fanno parte o hanno fatto parte del network sono Triangle Arts Trust, Associação Cultural VideoBrasil, Caribbean Contemporary Arts, Komunitas Utan Kayu, Jant-Bi, ZIFF, APAC, Drik Picture Library, Mysa, SuperSudaca, REYUM Institute of Arts and Culture, UCAD, Arthub, Arab Image Foundation, Compagnie Falinga, ATA, Cinematheque de Tanger, International Alliance of Independent Publishers.
Il Prince Claus Forum è il gruppo di esperti e il network dell'organizzazione.

## Approccio
Secondo l'organizzazione la cultura determina chi e dove siamo e diffonde rispetto e identità sia tra gli individui che all'interno della società. La cultura crea bellezza e permette di affrontare questioni che altrimenti rimarrebbero oscurate da guerra e contesti politici e religiosi. L'organizzazione considera la cultura un fine non un mezzo.